# Alexander Pusch
Alexander Pusch (* 15. Mai 1955 in Tauberbischofsheim) ist ein ehemaliger deutscher Degenfechter.

## Leben
Karriere als Fechter
Pusch, der den Beruf des Bauzeichners erlernt hat, wurde mehrfach Weltmeister und Olympiasieger im Degenfechten. 1975 gewann Pusch das Frankenland-Turnier, einen Herrendegen-Weltcup der Junioren. Bereits 1976 siegte er bei den Olympischen Spielen in Montreal im Einzel und holte Silber mit der Mannschaft. Bei den Spielen 1984 in Los Angeles wurde er erneut Mannschafts-Olympiasieger und 1988 bei der Olympiade in Seoul gewann er mit dem deutschen Team Silber. Der mehrfache Welt- und Europameister und Weltcupsieger, der für den Fecht-Club Tauberbischofsheim focht, war mit 19 Jahren jüngster Weltmeister bei den Degenfechtern (1975). Bis heute gibt es keinen jüngeren Champion.
Ehrung als Deutschlands „Fechter des Jahrhunderts“
2001 wurde Pusch als Deutschlands „Fechter des Jahrhunderts“ geehrt. Über Jahrzehnte hinweg gehörte Pusch zu den weltbesten Degenfechtern. Vier Olympiamedaillen, zwei Weltmeistertitel im Einzel, zwei mit der Mannschaft, fünfmal Vizeweltmeister mit dem Team, Europameister im Einzel, siebenmal Gold im Europacup und viele weitere Titel sind Zeugnis seiner technischen Brillanz.
Laufbahn als Trainer
Nach einer Trainerausbildung an der Sporthochschule in Köln beendete Pusch 1989 seine erfolgreiche Karriere als Sportler und startete als Fechttrainer im Bundesleistungszentrum seines Heimatorts Tauberbischofsheim. Hier hatte er bereits einige Jahre zuvor als erster das Talent der Anja Fichtel entdeckt, die er als Trainer bis zum Gewinn der Goldmedaille im Florettfechten bei den Olympischen Spielen in Seoul förderte und begleitete. Wie seinem Golffreund Franz Beckenbauer im Fußball gelang somit auch Alexander Pusch im Fechten das Kunststück, sowohl als Aktiver, wie auch als Trainer, Weltmeister zu werden. 1994 wurde Alexander Pusch zum Bundestrainer der Degenfechter ernannt. Nach mehreren Auseinandersetzungen mit seinem „Ziehvater“ und Chefbundestrainer Emil Beck endete die Laufbahn von Pusch als Bundestrainer im Jahr 2000 nach den Olympischen Spielen in Sydney, wo die deutsche Degennationalmannschaft knapp eine Medaille verpasste und sich mit dem vierten Rang zufriedengeben musste. Für den Misserfolg wurde Pusch von Beck verantwortlich gemacht. Von 2000 bis Ende 2012 arbeitete der Träger des Silbernen Lorbeerblattes als Landestrainer am Olympiastützpunkt Tauberbischofsheim. Pusch gilt auch als „Erfinder“ des sog. Bingos.
Unternehmertätigkeit und soziales Engagement
Inzwischen arbeitet Pusch erfolgreich als Unternehmer im Bereich Sport- und Eventmarketing und verbringt seine Freizeit nicht mehr in der Fechthalle, sondern auf dem Golfplatz. Der passionierte Golfer weist ein Handicap von 5,8 auf. Als Mitglied des Golfclubs Eagles Charity beteiligt sich Alexander Pusch zusammen mit anderen prominenten Mitgliedern u. a. an Wohltätigkeitsturnieren, um Spendengeldern zu sammeln für soziale Stiftungen und für unschuldig in Not geratene Menschen.

## Auszeichnungen
- „Fechter des 20. Jahrhunderts“[2]
- Träger des Silbernen Lorbeerblattes
- Mitglied in der Hall of Fame des deutschen Sports[5]